# Globularia orientalis
Globularia orientalis är en grobladsväxtart som beskrevs av Carl von Linné. Globularia orientalis ingår i släktet bergskrabbor, och familjen grobladsväxter. Inga underarter finns listade i Catalogue of Life.